# Heimat-Fragmente: Die Frauen
Heimat-Fragmente: Die Frauen ist ein durch eine kommentierende Erzählerin verknüpfter Zusammenschnitt zunächst nicht verwendeter Spielszenen aus den drei Teilen der Heimat-Trilogie von Edgar Reitz. Die Uraufführung fand am 2. September 2006 während der Internationalen Filmfestspiele von Venedig statt und stellt den Epilog der Trilogie dar.

## Handlung
Im Zentrum steht Hermann Simons Tochter Lulu. In einem Münchner Kino gerät sie in eine Art magisches Archiv mit markanten Szenen ihrer Familiengeschichte. Sie sucht, ausgerüstet mit diversen Bohr- und Grabewerkzeugen, die sie an geeigneten Stellen ansetzt, nach ihrer „alten Zukunft aus Kindertagen“. Dadurch kommt es zu Auftritten von Figuren aus allen vorangegangenen drei Film-Reihen, bevorzugt den Frauen. Lulu spricht dabei einen Kommentar zu Liebe und Tod, Erinnern und Vergessen, Vergangenheit und Zukunft.